# Кожагаппар
Кожагаппар (каз. Қожағаппар, до 199? г. — Октябрь) — аул в Таласском районе Жамбылской области Казахстана. Входит в состав Бериккайнарского сельского округа. Код КАТО — 316235200.

## Население
В 1999 году население аула составляло 559 человек (294 мужчины и 265 женщин). По данным переписи 2009 года, в ауле проживало 1117 человек (598 мужчин и 519 женщин).